# Krombeinictus nordenae
Krombeinictus nordenae (лат.) — вид песочных ос из подсемейства Crabroninae (триба Crabronini). Единственный вид рода Krombeinictus Leclercq, 1996. Отличается вегетарианством их личинок. Назван в честь энтомологов, открывших и описавших гнездование этого вида ос: Карла Кромбейна (Krombein Karl) и Беты Норден (Norden Beth).

## Распространение
Шри-Ланка: 1) Ratnapura District: Induruvwa Junle (Gilimale at 06°46’S 80°26’E). 2) Matara District (3 km NW Kotapola).

## Описание
Длина 5—6 мм. Голова и грудь чёрные, брюшко — красное, челюсти, ноги и усики беловато-желтоватые. Гнездятся в утолщениях листьев, так называемых домациях (domatia) растений Humboldtia laurifolia (Fabaceae), опыляют их цветы, используя пыльцу в корм своим личинкам.